# 于敖
于敖（765年—830年），字蹈中，唐朝京兆府高陵县（今陕西省高陵县）人。唐朝官员。

## 生平
于志宁六世孙，工部尚书、东海郡公于休烈之孙，于肃之子。他以家世文史闻名，年轻时为人称道，志行修谨。進士出身，授秘书省校书郎，后来自协律郎、大理评事试监察御史。元和六年（811年），拜监察御史，转任殿中侍御史，历任仓部员外郎、司勋员外郎、万年县令、右司郎中，出为商州刺史。长庆四年（824年）入为吏部郎中、给事中，宝历年间，累迁户部侍郎，转工部侍郎、刑部侍郎，出京擔任宣歙观察使，兼御史中丞。去世后，赠礼部尚书。白居易有詩相贈。《全唐詩》存其詩一首。

## 子孙

### 子
- 于球
  - 于梲，字拱臣
- 于珪，字子光
  - 于兢，字德源
  - 于氏，嫁登仕郎、前守左千牛卫胄曹参军崔特
- 于瑰，字匡德
- 于琄，平盧節度使
- 于琮，字禮用，唐懿宗宰相

### 女
- 于氏，嫁孙景商

## 延伸阅读
[在维基数据编辑]
 《新唐書·卷104》，出自《新唐書》